# Björn Navarin
Björn Navarin (* 20. September 1975 in Duisburg) ist ein deutscher Handballtrainer und ein ehemaliger Handballspieler. Seine Körperlänge beträgt 1,93 m.
Björn Navarin begann bei Viktoria Alpen mit dem Handballspiel, seine Wegbereiter waren die Trainer Egon Mevissen und Klaus Wettels. Bis zur B-Jugend spielte er für die Viktoria, ehe er über den OSC Rheinhausen zum damaligen WSV Wuppertal gelangte. Mit Wuppertal stieg der Rückraumspieler 1995 in die 2. Handball-Bundesliga auf, im folgenden Jahr aber auch gleich wieder abstieg. Daraufhin wurde Navarin vom Ligarivalen HSV Düsseldorf unter Vertrag genommen. Dort blieb er drei Jahre, ehe er 1999 zur Eintracht Hildesheim weiterzog. Mit den Domstädtern schaffte er 2000 sogar den Aufstieg in die 1. Handball-Bundesliga, wo er in der Saison 2000/01 201 Tore erzielte; dennoch verfehlte sein Team den Klassenerhalt. Nach einem erneuten Jahr zweite Liga wurde Navarin 2002 vom Erstligisten VfL Pfullingen verpflichtet. Bei den Pfullingern avancierte er zum absoluten Leistungsträger und erzielte in der Saison 2004/05 sogar 247 Tore, was für ihn den dritten Platz in der Torjägerliste bedeutete. 2006 jedoch stieg auch Pfullingen ab, meldete darüber hinaus Konkurs an und wurde in die Verbandsliga zurückgestuft. Navarin kehrte daraufhin zu seinem alten Verein, der sich inzwischen HSG Düsseldorf nannte, zurück. In der Saison 2006/07 enttäuschte Navarin jedoch völlig, warf nur 45 Tore und stieg ein drittes Mal in die zweite Liga ab. Nachdem ein möglicher Wechsel zum SVK Salamander Stuttgart an dessen Konkurs gescheitert war, löste Navarin seinen Vertrag bei den Rheinländern auf und unterschrieb beim österreichischen HC Hard. Dort gewann er 2008 den österreichischen Pokal. Anschließend schloss er sich dem Schweizer Erstligisten HSC Suhr Aarau an. Im Sommer 2010 wurde er dort Spielertrainer. In der darauffolgenden Spielzeit wechselte er zu STV Baden. Dort beendete er nach der Saison 2013/14 seine Karriere und übernahm das Traineramt vom STV Baden. Seit dem Sommer 2023 trainiert er die Spielgemeinschaft Baden-Endingen, eine Fusion der Vereine Handball Endingen und STV Baden.